# Isound Labels
Isound Labels – niezależna wytwórnia muzyczna założona w 1999 roku w Poznaniu przez Tomasza Szwałek. Wytwórnia zajmuje się dystrybucją artystów zachodnich wytwórni płytowych: PIAS, Domino Records, D-E-F i Ninja Tune. Ponadto są w niej wydawane płyty polskich artystów, m.in. Skalpela.

## Artyści związani z wytwórnią

### Obecnie
- Bonobo
- Fever Ray
- Moloko
- Franz Ferdinand
- Editors
- Tricky
- Placebo
- Arctic Monkeys
- The Cinematic Orchestra
- Skalpel
- Faithless
- Anna Calvi
- Fink
- Röyksopp
- CocoRosie
- Morcheeba
- José González
- Little Dragon
- Junip